# Lepomis marginatus
A Lepomis marginatus a sugarasúszójú halak (Actinopterygii) osztályának sügéralakúak (Perciformes) rendjébe, ezen belül a díszsügérfélék (Centrarchidae) családjába tartozó faj.

## Előfordulása
A Lepomis marginatus előfordulási területe az észak-amerikai kontinensen van. A következő vizekben található meg: az észak-karolinai Tar folyó, a texasi Brazos folyó és a Mississippi folyó Nyugat-Kentucky és Kelet-Arkansas között húzódó szakaszában. A Mexikói-öböl térségében is fellelhető.

## Megjelenése
Ez a hal általában 6,9 centiméter hosszú, azonban 12 centiméteresre is megnőhet.

## Életmódja
Édesvízi halfaj, amely az iszapos és homokos mederfenék közelében él. A mocsaras és árteres részeket népesíti be. Apró rákokkal és a különböző szúnyogalkatúak lárváival táplálkozik.
Legfeljebb 6 évig él.

## Képek

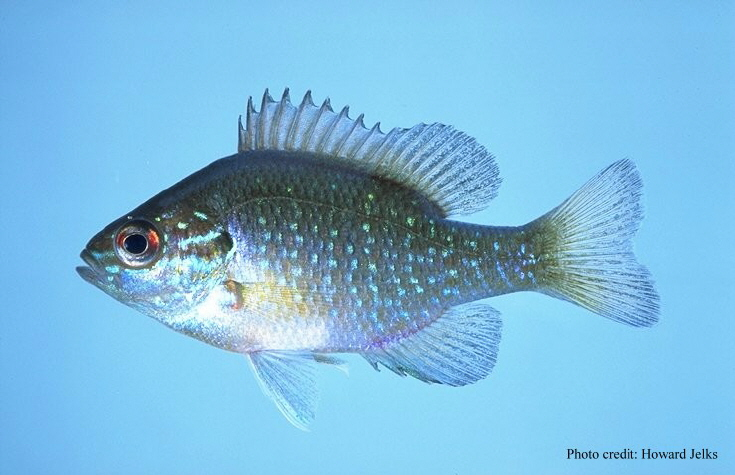
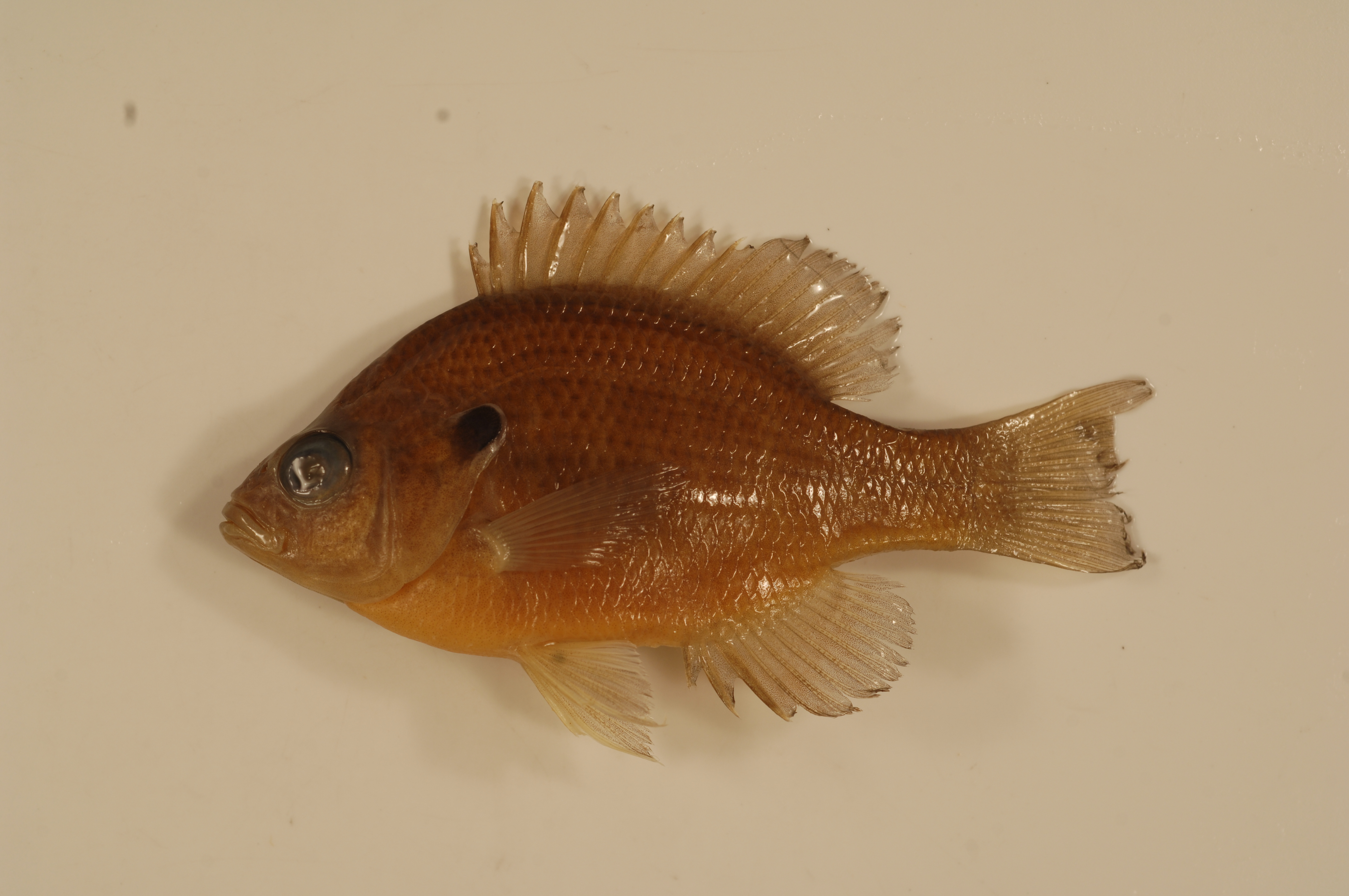